# 글라탈반
원래 슈타트반 글라탈(독일어: Stadtbahn Glattal)로 알려진 글라탈반(Glattalbahn)은 스위스 취리히 북쪽에 있는 글라트 계곡 지역에 현대적인 고속 교통 시스템을 도입하는 데 궁극적으로 성공적인 프로젝트였다. 슈타트반 글라탈은 이웃한 취리히까지 연결되는 미터궤 트램 시스템으로 개발되었다. 글라탈 교통회사(Verkehrsbetriebe Glattal, VBG)가 건설하고 소유하고 있지만, 취리히 교통공사(VBZ)의 계약 하에 운영된다.
슈타트반 글라탈은 이 시스템의 공식 명칭이다. 이 이름은 모든 공식 및 법적 절차에서 사용된다. 다른 곳에서는 대체 용어인 글라탈반이 자주 대체된다. 후자의 용어는 발리젤렌에서 우스터까지의 철도 노선을 올바르게 나타낸다. 그러나 슈타트반 글라탈 시스템에 널리 사용되며 공식 웹사이트 및 광고 자료에서 두드러진다.
슈타트반 글라탈은 때때로 독일어로 미텔베르타일러(Mittelverteiler), 즉 중간 유통업체(S-반과 버스 사이의 중간)로 설명된다.

## 역사

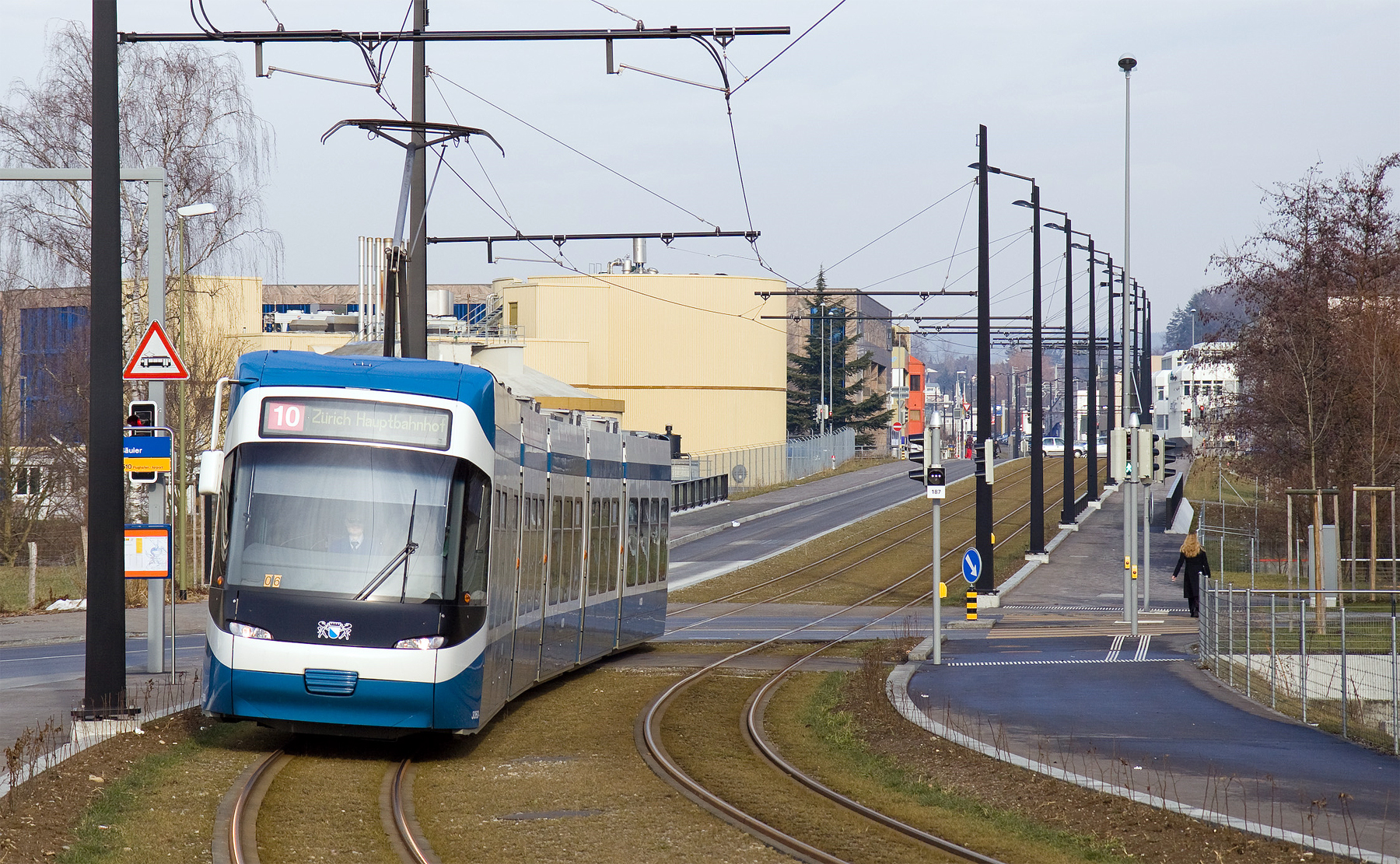
글라트브루크 근처의 글라탈반 (2단계), VBZ 색상 코브라 트램

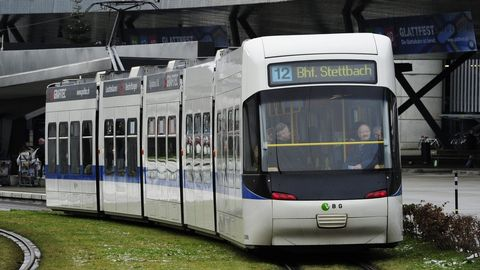
VBG 색상 코브라 트램

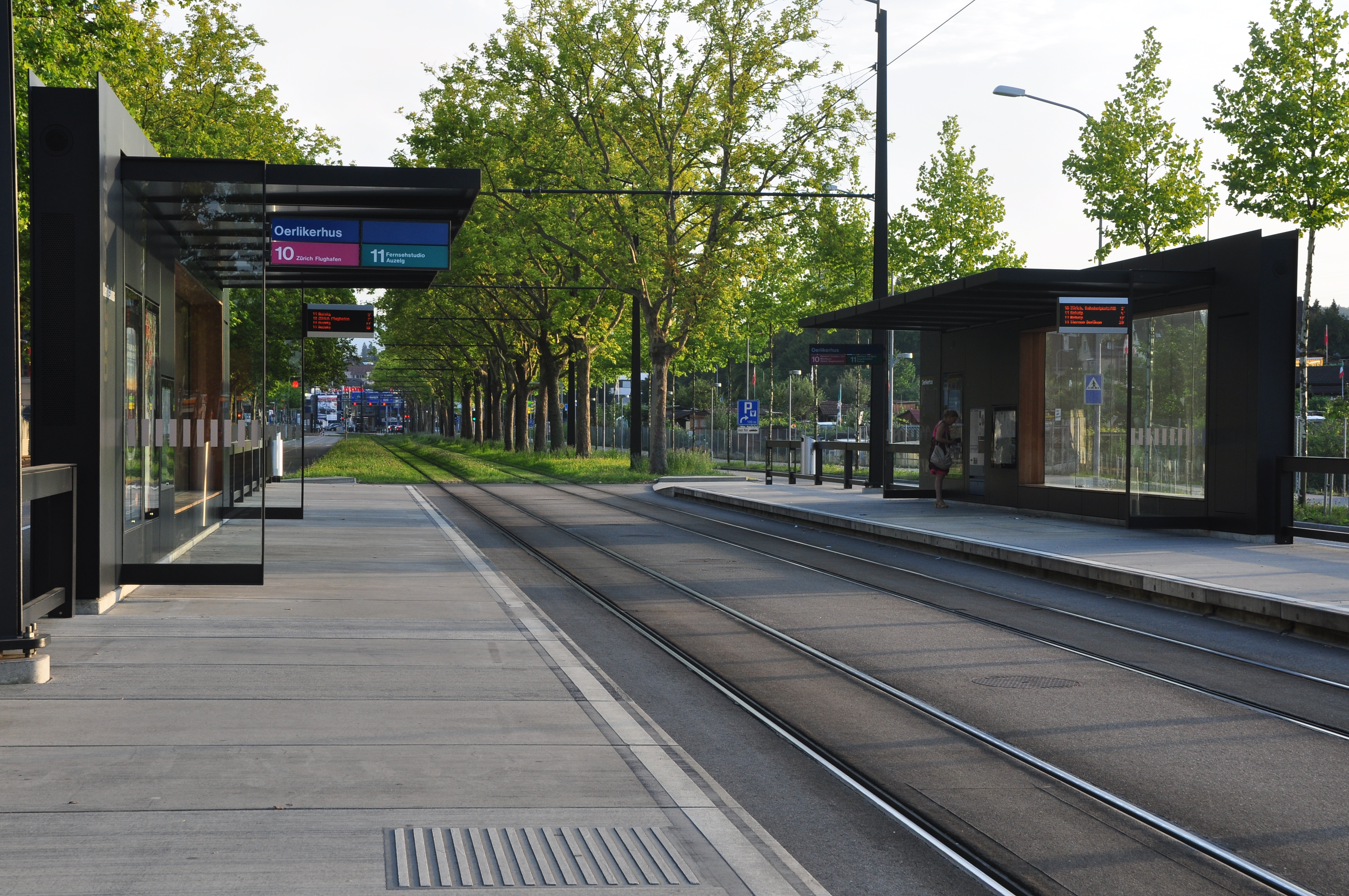
일반적인 슈타트반 정류장, 욀리커하루스

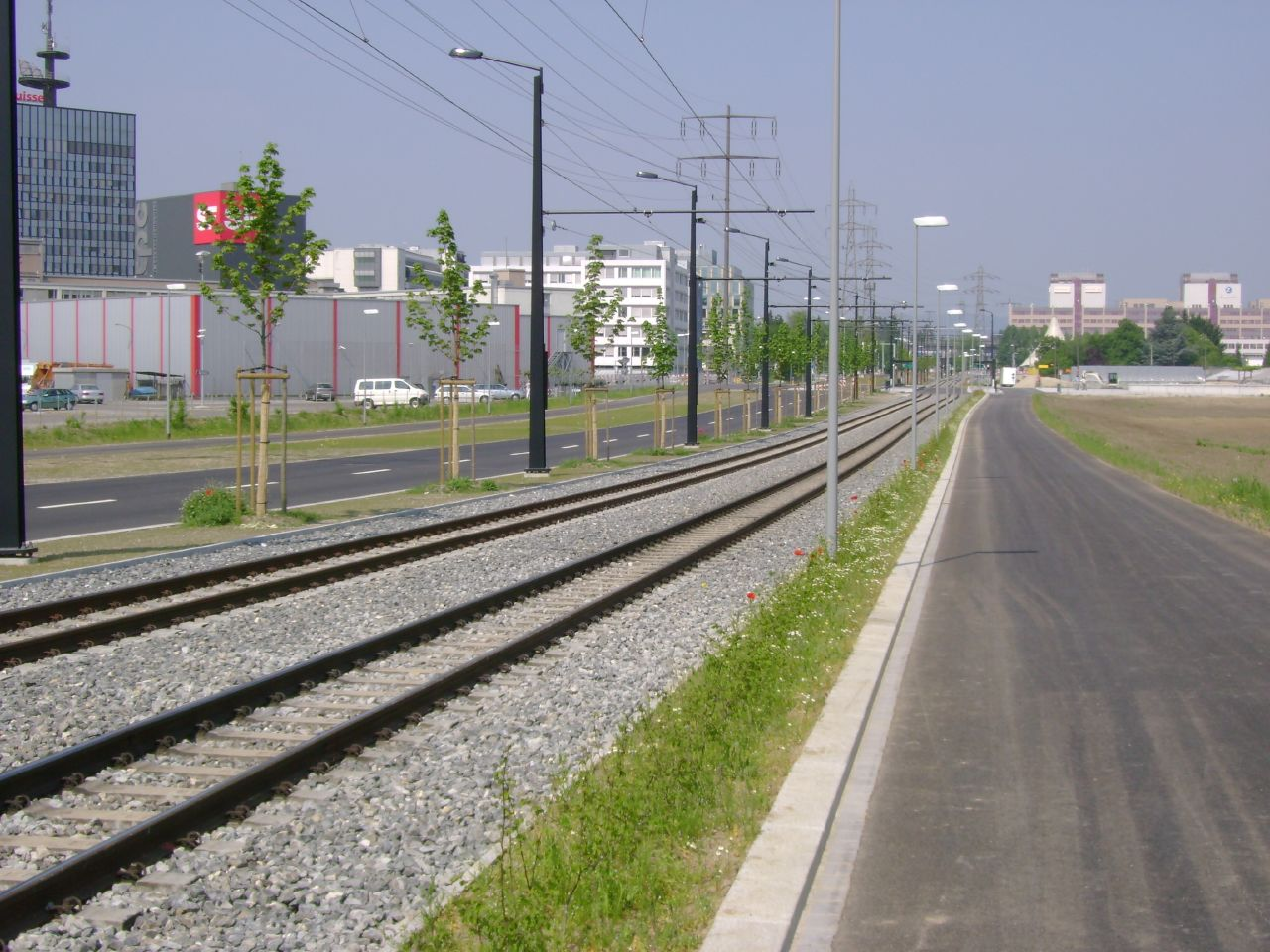
길게 뻗은 밸러스트 슈타트반 트랙

개인 트램 회사인 슈트라센반 취리히-욀리콘-제바흐(ZOS)는 1908년 취리히 제바흐에서 글라트브루크까지 노선을 개통했다. 당시 이 지역은 사람이 거의 없어 이 노선은 상업적으로 성공하지 못했다. 링크는 1931년에 버스 서비스로 대체되었다.
제2차 세계 대전 이후, 글라트 계곡 지역은 인근 취리히에서 인구와 산업이 넘쳐나면서 급격한 호황을 누렸다. 개발은 1953년 클로텐 인근 취리히 공항의 개항으로 가속화되었다. 글라타 지역의 경제 성장은 오늘날까지 계속되고 있다. 급격한 변화의 결과 중 하나는 증가하는 교통 혼잡이다.
이 지역은 취리히 S-반이 운행되고 있으며, 그 역 사이에 빈번하고 빠른 연결을 제공한다. 취리히 공항에서 취리히 중심부까지 고속 열차로 연결되며 일부는 욀리콘에 정차한다. 그러나 S-반 역은 간격이 넓고 슈타트반 글라탈이 개발되기 전에는 기차역에서 버스 서비스에 의존했다.

### 조사
1990년대에 이르러 글라탈 지역의 버스 서비스는 도로 혼잡과 차량 과부하로 고통받고 있음이 인식되었다. 쾌속 교통 체계 구축을 검토하기로 했다.
모노레일 시스템을 포함한 대안에 대한 평가 후, 인근 취리히와 호환성 및 서비스를 통해 제공할 수 있는 능력을 고려하여 미터궤 트램이 선택되었다.

### 개발
글라트 개곡의 지역 버스 운영 기관인 VBG는 프로젝트의 실행을 관리하는 책임을 맡았고, 차례로 VBZ에 철도 서비스 운영을 하청했다.
이 시스템은 세 단계로 개발되었다.
- 1단계에서는 메세에서 아우첼크까지 취리히시 트램이 연장되었다. 2004년 착공해 2006년 말 개통한 노선이다. 시내 11번 국도의 연장선으로 운영되고 있다.[3]
- 2단계는 1단계에서 분기되어 옵피콘 및 글라트부르크를 통해 취리히 플루크하펜역으로 진행되었다. 2006년 착공하여 2008년 12월 개통하였다. 이 노선은 시내 10번 국도의 연장선으로 운영되고 있다.[4]
- 3단계에서는 아우첼크에서 발리젤렌을 거쳐 뒤벤도르프의 슈테트바흐역까지 연장된 1단계 노선이 있었다. 2010년 개통을 위해 2008년 착공했다. 트램은 이제 취리히 공항에서 슈테트바흐역까지 새로운 12번 루트로 운행된다.[5]

## 운행
슈타트반 글라탈은 취리히 교통공사(VBZ)가 취리히 트램망의 연장선으로 운영한다. 다음 노선이 운행되고 있다:
| 노선 | 설명(이탤릭체로 표시된 경로의 일부는 VBZ 소유 트랙에 있다)                                                                                   |
| ---- | --- |
| 10   | 중앙역 - 슈터넨 욀리콘 - 욀리콘 동역 - 로이첸바흐- 글라트공원 - 글라트부루크 - 클로텐 발스베르크 - 취리히 플루크하펜                         |
| 11   | 레할프 - 중앙역 - 욀리콘역 - 슈터넨 욀리콘 - 할렌슈타디온 - 로이첸바흐- 글라트공원 - 아우첼크                                                |
| 12   | 취리히 플루크하펜 - 클로텐 발스베르크 - 글라탈브루크역 - 글라트공원 - 아우첼크 - 발리젤렌 - 글라트첸트룸 - 뒤벤도르프 - 링바이젠- 슈테트바흐 |

루트 10과 12는 VBG를 대신하여 VBZ에서 운영하며 일반적으로 VBG 자체의 흰색이 주로 사용되는 저상 코브라 트램카를 사용한다. 11번 노선은 VBZ에서 자체적으로 운영하며, 일반적으로 저층 차량과 오래된 고층 차량을 번갈아 가며 운행하는 자체 차량을 사용한다.